# ایزلندتن (کارولینای جنوبی)
ایزلندتن (به انگلیسی: Islandton) یک منطقهٔ مسکونی در ایالات متحده آمریکا است که در شهرستان کالتون، کارولینای جنوبی واقع شده‌است. ایزلندتن ۷۰ نفر جمعیت دارد و ۱۹٫۵ متر بالاتر از سطح دریا واقع شده‌است.